# Podhajczyki (hromada Zborów)
Podhajczyki (ukr. Підгайчики) – wieś na Ukrainie w rejonie tarnopolskim należącym do obwodu tarnopolskiego.
Do 2020 w rejonie zborowskim.